# あつめて!カービィ
『あつめて!カービィ』は、任天堂より2011年8月4日に発売されたニンテンドーDS用ゲームソフト。アメリカでは同年9月19日、ヨーロッパでは同年10月28日に発売。

## 概要
星のカービィシリーズの第19作目にあたる。ニンテンドーDS専用ゲームソフトでは『星のカービィ ウルトラスーパーデラックス』以来、約3年ぶりとなり4作目にあたる。また、ハル研究所が開発する完全新作としては『星のカービィ 参上!ドロッチェ団』から約5年ぶりである。
今回も前回の18作目のWii専用ゲームソフト『毛糸のカービィ』同様、吸い込みやコピー能力のアクションはできない。

今回はタッチペンでカービィを操作しながらカービィにフルーツを集めることによってフルーツゲージを溜めていく。ゲージが100まで貯まるとカービィの数が増えていき、最終的には10人になる。勿論、数が多いほど強くなる。
体力の概念はなく、一度ダメージを受けると弱って体色が青になり、その状態でさらにダメージを受けると天使になって昇天してしまう（壁に挟まれるなど、ピンクの状態から青色にならずに天使状態になる場合もある）。天使になったカービィは、画面外に出てしまう前に他のカービィで掴めば青状態で復帰させられる。

敵へカービィを誘導し、敵とカービィが接触した後は自動で攻撃を行われるようになっている。

また、カービィ達の人数によっては入れないステージや大勢のカービィ達でなければ攻略できない仕掛けなどのギミックがある。

これらから、リアルタイムストラテジーの要素も濃い。他にもメダルを集めることによってミニゲームなどが増えたり、チャレンジの目標を達成していくなどの要素がある。
今作ではストーリー上では歴代のシリーズと比べ新規の敵キャラクターが多く登場しており、反対にミニゲームでは過去のシリーズに登場した懐かしいキャラクター（星のカービィ64のキャラクターを除く）やアニメ版に登場したキャラクターなどが登場する。
2Dグラフィックの作品では『コロコロカービィ』以来、約11年ぶりにカービィに声が吹き込まれている。

## ストーリー
ポップスターの南にあるポポポアイランズに来たカービィは突如現れたドクロ団のボスネクロディアスにより、体を10人に分裂されてしまう。分裂により弱体化したカービィ達は次々に倒されていき、ひとり残ったカービィは分かれた時に出てきた勇者の心を発見し、ネクロディアスを倒す旅に出発する。

## 登場キャラクター

### ストーリーモードに登場するキャラクター

#### 味方キャラクター
カービィ（声：大本眞基子）
ネクロディアスにより10人に分裂してしまい、コピー能力が使えなくなるほどに弱体化してしまう。フルーツがエネルギーの元。ビッグキャンディーで巨大化し無敵状態になる。
ダメージを受けると青くなり、もう一度受けると天使となり飛んでいく。　
勇者の心
星の精霊でカービィをネクロディアスを退治するために導いてくれる。ネクロディアスにより分裂をした際にカービィから飛び出した「カービィの心」の強い思いが結晶になった。カービィとは話ができる。一人称は「ボク」。
ドロッチェ団
『参上!ドロッチェ団』に登場した団長のドロッチェ率いるネズミの盗賊団。ある程度ゲームを進めると彼らの飛行船が出現する。宇宙に旅に出ていたらしいが、今回は珍しいメダルを探しにポポポアイランズにやってきた。敵であった『参上!ドロッチェ団』の頃とは異なり、今作では完全な味方キャラクターとしての登場である。　
ドロッチェはカービィにメダルの在処のヒントを伝えたり、冒険のヒントを与えたり手助けをしてくれる。一人称は「オレ」。元々キャラクター自体が喋る事が少ないカービィシリーズにおいてドロッチェの台詞はかなり多く、自身の過去や小ネタなど台詞種類は豊富。 ストロン、スピン、ドクはゲームを進めることによって飛行船内に登場する。チューリンは常に下画面にいる。
ネクロディアスの野望に関しては、ドロッチェは「光がなければ宝の輝きを失ってしまう」という理由で否定的。またかつてデデデ大王が訪れる前のデデデリゾートに訪れていた過去がある。本人は「オレも昔はここの海辺でレディのハートを盗んだものさ…」と語った。ドロッチェはミニゲームのカービィマスターでも登場する。

#### 雑魚キャラクター
- ソアラ - 『鏡の大迷宮』で初登場したキャラ。フルーツを持って飛んでいることが多い。他にもモノソアラ、プチソアラ、ビッグソアラも登場。
- モーリィ - 『鏡の大迷宮』に登場したモグラ。モグモラの親分。爆弾を投げてくる。ストーリーモードでは中ボスとして登場。ミニゲームの参上!モグモグ団にも登場。
- ワドルディ - デデデリゾートに登場。他にもビッグワドルディ、ゴールデンワドルディ、バクダンワドルディ、ブロックワドルディなどが登場。ミニゲームの空中探検隊EOSやカービィマスターにも登場。空中探検隊ではパラソルワドルディ、水兵ワドルディ、バンダナワドルディも登場。
- ゴルドー - おなじみの倒せない敵。ミニゲームの参上!モグモグ団、空中探検隊EOSにも登場。今作では巨大なビッグゴルドーも登場。
- マグー - 『星のカービィ3』に登場した溶岩のキャラクター。水をかぶせると冷えて固まる。

今作初登場の敵はあつめて!カービィを参照。

中ボスは中ボスを参照。

#### ボスキャラクター
ウィスピーウッズ
森の王様。グリングランドのボス。今作ではリンゴではなく、トゲの球を降らせてくる。幹にトゲやキノコを生やして防御することもある。
ミニゲームの参上!モグモグ団、ピンボール、空中探検隊EOSにも登場。
ウトパトラ
テンガロンハットを被った砂の女王。サラサンドーラのボス。体はイバラで、顔は芋虫に似ている。カクサンやトゲの植物を上から降らせて攻撃してくる。足場でもある鉄骨をシーソーのように上下させて、頭にぶつけるとダメージを与えられる。
デデデ大王
プププランドの自称王様で、デデデリゾートのボス。主に気球に乗りながら爆弾を投げて攻撃してくる。爆弾を跳ね返すとダメージを与えられ、一定以上のダメージを与えると気球から降りて、ジャンプして踏みつけてきたりハンマーで叩いてきたりする。たまにバクダンワドルディが出てくることもある。
ミニゲームのピンボールやカービィマスターにも登場。第2章では巨大ロボ（後の「HR-D3」でもある。）が出現する。
ドクロだいおう
ネクロディアスの手下で、マグマウンテンのボス。体が大きく火山の中に潜んでいる。ドクロと豚が組み合わさった外見をしている。岩や火山弾を降らせて足場を壊そうとしてくる。大砲で突撃することでダメージを与えられる。
ネクロディアス
今回の黒幕であるドクロの怪物で、ドクロ団のボス。謎の力を持った杖でカービィを弱体化させる。光が大嫌いで世界を闇にしようと企んでいる。ネクロネビュラのラスボス。最初は拳を振り下ろしてきたり、電気の弾で攻撃してくる。拳を破壊すると本体との戦いになり、十字にレーザーを放つ物体や電気弾を放ってきたり、ドクロスをけしかけてきたりする。口の中にある眼球が弱点で、そこから極太のレーザーも放ってくる。

### ミニゲームのみに登場するキャラクター
リック、クー、カイン
『星のカービィ2』で初登場したカービィの仲間。ミニゲームのカービィマスターのコンティニュー画面に登場。また、カインのみミニゲームのピンボールにも登場している。
ダイナブレイド
『スーパーデラックス』で初登場した巨鳥。ミニゲームのカービィマスターで、カービィの攻撃の一つとして登場。
ゲイター
『スーパーデラックス』に登場したワニの敵。ミニゲームのカービィマスターで、カービィの攻撃の一つとして登場。
ドクター・エスカルゴン
アニメに登場した「～でゲス」が口癖のカタツムリ。デデデ大王の側近。ミニゲームのカービィマスターに、デデデの攻撃の一つとして登場。本作で彼はゲーム初登場を果たした。
カスタマーサービス
アニメに登場したナイトメアの部下。ミニゲームの空中探検隊EOSのコンティニュー画面に登場。「カスタマーサービス」という専用BGMを持つ。エスカルゴンと同じく本作でゲーム初登場を果たした。

#### ミニゲームの敵キャラクター
- キャピィ - ミニゲームのピンボールと空中探検隊EOSに登場。今回はほぼキノコを被っている。
- ワドルドゥ - ミニゲームのピンボールと空中探検隊EOSとカービィマスターに登場。空中探検隊EOSではパラソルワドルドゥとして登場。カービィマスターでは剣を持って登場する場面もある。
- コックカワサキ - ミニゲームのピンボールとカービィマスターに登場。
- タック - ミニゲームのピンボールに登場。
- ツイスター - ミニゲームのピンボールに登場。
- ノディ - ミニゲームのピンボールに登場。
- バイオスパーク - ミニゲームのピンボールに登場。
- ロッキー - ミニゲームのカービィ劇場に登場。
- ブロッキー - ミニゲームのピンボールに登場。
- ツイジー - ミニゲームのピンボールに登場。
- トゥーキー - ミニゲームのポンボールに登場。
- バウンシー - ミニゲームのピンボールに登場。
- ブロントバート - ミニゲームの空中探検隊EOSに登場。
- カブー - ミニゲームの空中探検隊EOSに登場。
- スカーフィ - ミニゲームの空中探検隊EOSに登場。
- フレイマー - ミニゲームの空中探検隊EOSに登場。
- バグジー - ミニゲームの空中探検隊EOSとカービィマスターに登場。
- カプセルJ2 - ミニゲームのカービィマスターに登場。
- Mr.フロスティ - ミニゲームのカービィマスターに登場。
- スクイッシー - ミニゲームのカービィマスターに登場。
- フロッツォ - ミニゲームのカービィマスターに登場。
- スイートスタッフ - ミニゲームのカービィマスターに登場。
- ボンカース - ミニゲームのカービィマスターに登場。
- ソードナイト - ミニゲームのカービィマスターに登場。
- ブレイドナイト - ミニゲームのカービィマスターに登場
- コックオオサカ - アニメに登場したコックカワサキの師匠。ミニゲームのカービィマスターに登場。
- マッチョサン - アニメに登場したサングラスをした魔獣。ミニゲームのカービィマスターに登場。「エアロビてんごく」という専用BGMを持つ。
- 宝剣ギャラクシア - アニメに登場したメタナイトの剣（他のシリーズにも登場）。ミニゲームのカービィマスターに登場。

#### ミニゲームのボスキャラクター
ロロロ&ラララ
『星のカービィ スーパーデラックス』などに登場したボス。ミニゲームのピンボールに登場。
ヘビーロブスター
『星のカービィ スーパーデラックス』などに登場したボス。ミニゲームのピンボールに登場。
マルク
『星のカービィ　スーパーデラックス』などに登場したラスボス。ミニゲームのピンボールの最終ボスとして登場。
ミスターシャイン&ミスターブライト
『星のカービィ 夢の泉の物語』などに登場したボス。ミニゲームの空中探検隊EOSに登場。
クラッコJr.、クラッコ
シリーズおなじみのボスキャラ。ミニゲームの空中探検隊EOSに登場。
メタナイツ（アックスナイト、メイスナイト、トライデントナイト、ジャベリンナイト）
ミニゲームの空中探検隊EOS、カービィマスターに登場。空中探検隊EOSではステージ4のボスを担当。
メタナイト
『星のカービィ 夢の泉の物語』などに登場したボス。ミニゲームの空中探検隊EOSではステージ5のボス、カービィマスターにも登場。
ナイトメアパワーオーブ、ナイトメアウィザード
『星のカービィ 夢の泉の物語』に登場したラスボス。ミニゲームの空中探検隊EOSのラスボスとして登場。「まさかのナイトメア」という専用BGMを持つ。
デデデロボ(HR-D3)
カービィマスターの第2章の最後の敵として登場。デザインは『カービィボウル』とは異なり、ニンテンドー ゲームキューブ用で発売すると検討されていたものと同じデザインである。
ダークマター、リアルダークマター
『星のカービィ2』、『星のカービィ3』などに登場したラスボス。ミニゲームのカービィマスターのラスボスとして登場。他にもコンティニュー画面にも登場。
第一段階はダークマターとして登場し、倒すと第二段階に入り、リアルダークマターに変身する。